# Corpus of Electronic Texts
Corpus of Electronic Texts (CELT) è una biblioteca digitale che permette di consultare gratuitamente documenti letterari e storici irlandesi. Il corpus di oltre 1600 documenti, per un totale di circa 18 milioni e mezzo di parole, è presentato in trascrizione e pertanto è interamente accessibile anche per ricerca testuale.
I documenti raccolti sono redatti in lingua gaelica, inglese, iberno-franconormanno e latino e coprono un periodo che va dal V al XX secolo.